# Komarov (cratère)
Pour les articles homonymes, voir Komarov.
Komarov est un cratère d'impact sur la face cachée de la Lune, au sud-est de Mare Moscoviense, dans l'hémisphère nord.
Le nom fut officiellement adopté par l'Union astronomique internationale (UAI) en référence au cosmonaute Vladimir Mikhaïlovitch Komarov.